# Autour des palombes
Espèce
Statut de conservation UICN

 LC  : Préoccupation mineure
Synonymes
- Astur palumbarius Linné (rare)

Statut CITES
L'Autour des palombes (Accipiter gentilis) est une espèce de rapaces de taille moyenne de la famille des Accipitridae (qui comprend aussi les aigles et les busards). C'est une espèce proche de l'épervier d'Europe (Accipiter nisus) et de l'autour d'Amérique (Astur atricapillus).
Il porte de nombreux autres noms vernaculaires, qui le désignent sous les termes d'autour, d'épervier ou encore d'émouchet : autour commun, épervier autour, gros épervier, épervier bleu, émouchet des pigeons, aigle chasseur, gros ratier...

## Description

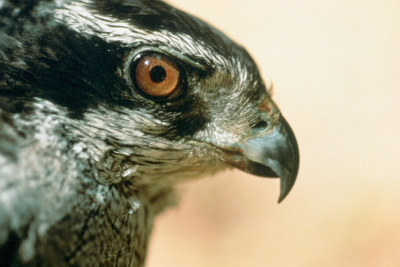
Détail de la tête

Mâle juvénile

L'autour des palombes est le plus grand des oiseaux du genre Accipiter. C'est un rapace qui possède de courtes et larges ailes arrondies et une longue queue bien adaptées au vol en forêt, habitat où il vit et fait son nid.

### Plumage et mensurations
Le mâle est bleu-gris sur le dessus et strié de gris sur le dessous. Il mesure entre 48 et 57 cm et possède une envergure allant de 93 à 105 cm.
La femelle est plus grande, elle mesure entre 58 et 64 cm avec une envergure entre 108 et 127 cm. Elle est bleu ardoise au-dessus et grise en dessous.
Les mâles les plus petits pèsent environ 630 grammes, tandis que les femelles les plus grandes peuvent peser jusqu'à 2 kg.
Les jeunes sont bruns au-dessus et striés de brun au-dessous. Les juvéniles peuvent être différencié des adultes, par leurs yeux de couleur plus terne (gris-jaune) que ceux des adultes (orangé).

### Espèces similaires
En Eurasie, le mâle est parfois confondu avec la femelle de l'épervier d'Europe, mais il est plus large, plus épais et possède de plus longues ailes que celle-ci.

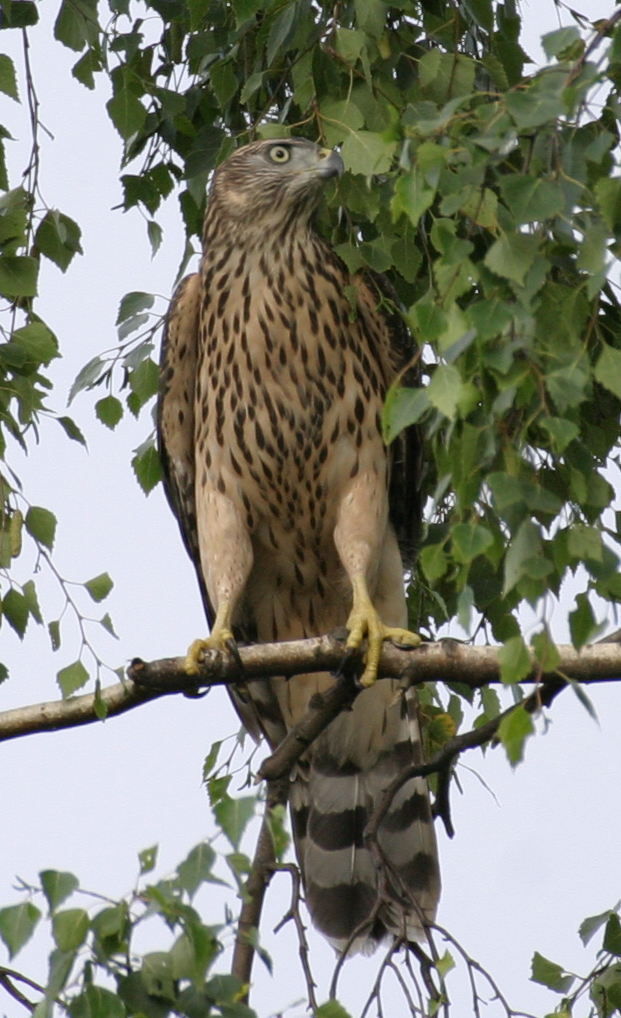
Autour des palombes sur une branche.

## Écologie et comportement

### Alimentation et chasse
L'Autour des palombes chasse en rasant les haies et les buissons. Il pratique également l'affût sur une branche basse ou un piquet, de préférence à couvert. C'est un rapide chasseur qui peut fondre sur sa proie à une vitesse de 100 km/h. C'est également un superprédateur.
Il se nourrit surtout d'oiseaux et de mammifères de taille moyenne. Auprès de 317 aires réparties dans presque toute l'Allemagne, les restes de 713 mammifères appartenant à 18 espèces et ceux de 8 309 oiseaux de 123 espèces ont été découverts. Les premiers sont représentés surtout par des écureuils (259), des lièvres (surtout des jeunes, 201), des lapins de garenne (162) et des campagnols (52). Un jeune renard constitue un cas particulier. Les oiseaux les plus souvent capturés sont les geais (1 485), les pigeons domestiques (1 425), les perdrix grises (880), les pigeons ramiers (712), les étourneaux (482), les grives musiciennes (335) et les corneilles (326). Parmi les proies aviennes moins fréquentes se trouvent également d'autres rapaces diurnes (tels que 113 faucons crécerelles, 87 éperviers, 16 buses) et aussi des nocturnes (tels que 179 hiboux moyens-ducs, 46 chouettes hulottes, 42 hiboux des marais), des canards colverts (46), divers autres oiseaux aquatiques et des gallinacés (dont 99 poules), et même deux hérons cendrés.
L'Autour peut aussi consommer des Tétraoninae, des rats, des lézards et des insectes.
Localement et selon la saison, d'autres espèces peuvent tenir la première place dans le régime alimentaire de cet oiseau : c'est le cas des laridés au bord de la mer Baltique.
En milieu urbain, il capture surtout des pies bavardes, des pigeons domestiques et des choucas des tours.
Les besoins alimentaires de cet oiseau sont estimés entre 160 et 180 g de viande quotidiennement.

### Comportement social

#### Vol.
En vol, il se balance comme un funambule. En parade, il effectue des acrobaties, s'arrêtant souvent en plein vol, ailes grandes ouvertes.

#### Vocalisations
Son cri est un long guiguiguig....

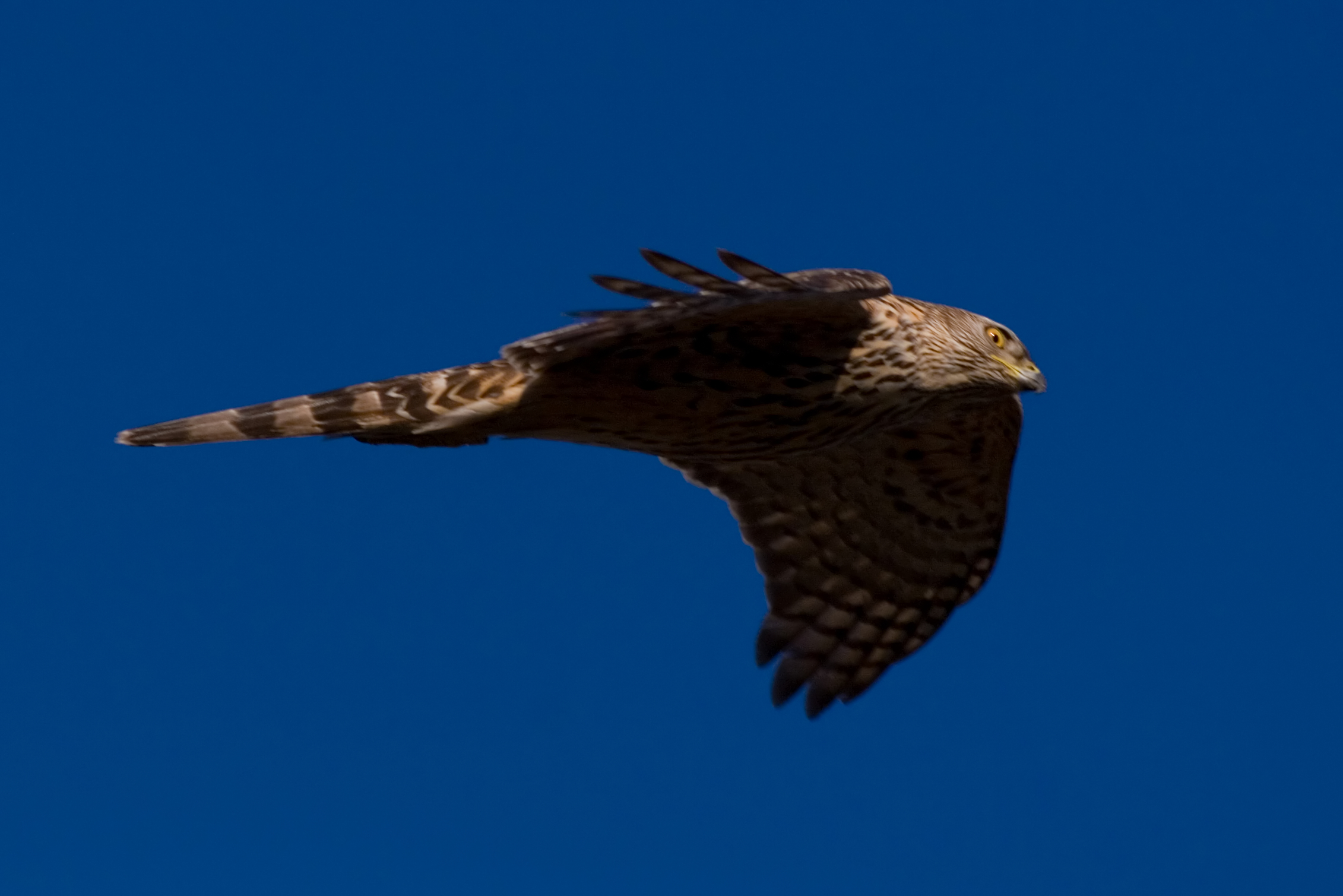
Autour des palombes juvénile, en vol.

page autour de palombes techno science.net soléne ledantec/https

### Reproduction

#### Parade nuptiale
Lors des journées ensoleillées de février et mars, le couple, réuni depuis peu, parade. Un ou les deux oiseaux s'élèvent en spirales dans le ciel et y planent très haut avant de regagner la futaie par des piqués vertigineux.

#### Nid
En février mais surtout en mars, le mâle réalise plusieurs ébauches de nid. La femelle en choisit une ou opte pour une ancienne aire, voire un ancien nid de rapace ou de corvidé. Le nid est situé à une hauteur variant entre 10m et 30m.

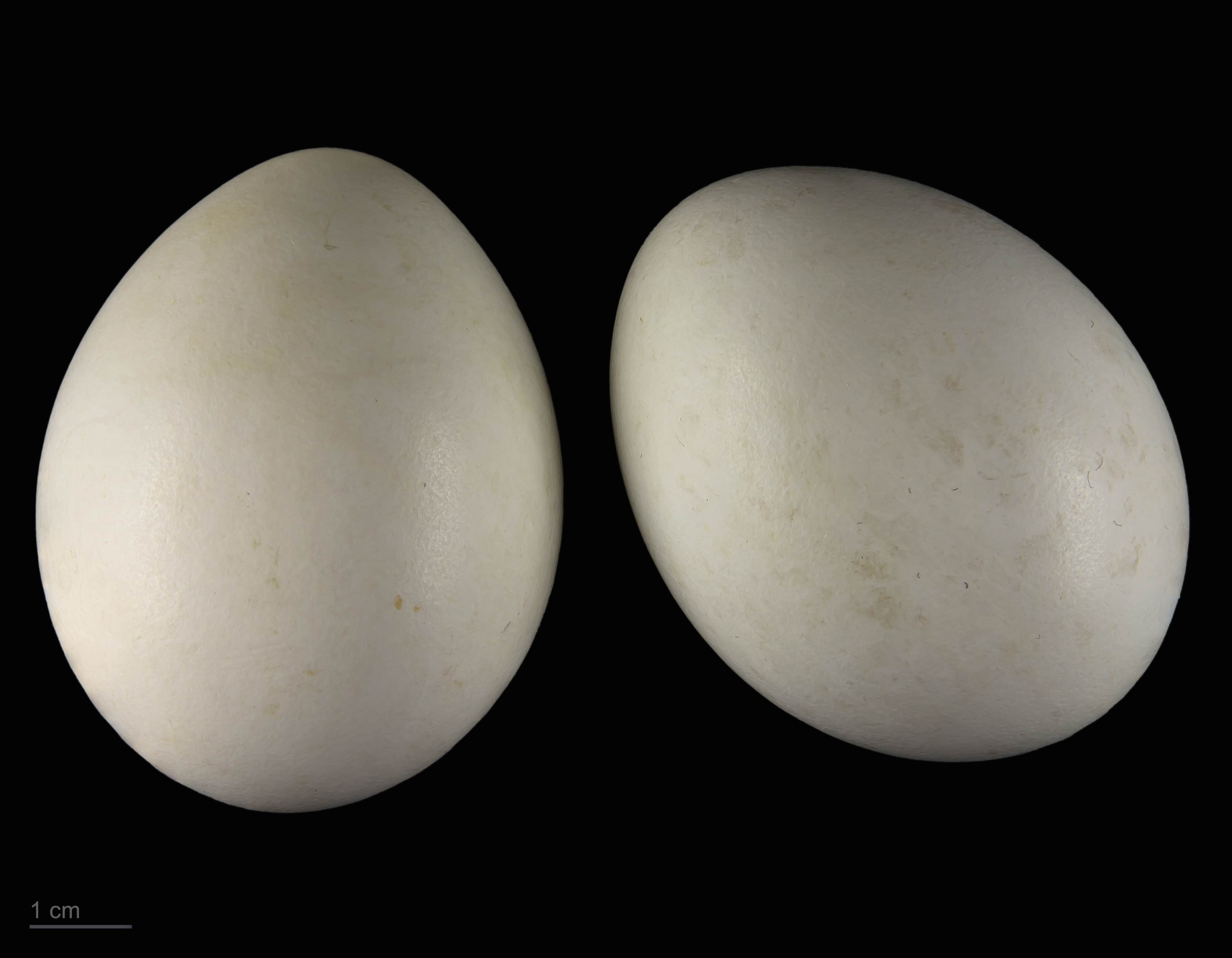
Œufs dAccipiter gentilis.

#### Ponte et élevage des jeunes
Elle pond dans ce nid 2 à 5 œufs, souvent 3 ou 4 (rarement 1 seul), ovales et blancs, dont la taille a pour valeurs extrêmes : 51,0-65,0 mm × 40,6-51,0 mm.
Elle les couve souvent seule, durant 35 à 41 jours, puis garde les jeunes une dizaine de jours, alors que le mâle se charge de chasser. Cependant, c'est la femelle qui nourrira les petits, le mâle se contentant de ramener la nourriture. Lorsque les jeunes auront 6 semaines, ils quitteront le nid. Ils sont réellement indépendants à l'âge de 70 jours.

#### Maturité sexuelle
Les femelles sont susceptibles de se reproduire dès l'âge d'un an, mais la plupart entament leur carrière reproductrice entre deux et quatre ans ; une étude menée en Allemagne sur une durée de 30 ans et portant sur 74 femelles montre que ce sont celles qui débutent à l'âge de deux ans qui ont la meilleure valeur sélective (nombre de jeunes élevés au cours de leur vie).

## Répartition et habitat

### Répartition
L'Autour des palombes niche en Afrique du nord, dans presque toute l'Europe (à l'exception notable de l'Islande), en Turquie, dans le nord et le centre de l'Asie.

### Migration
Une fraction des populations est sédentaire tandis qu'une autre, surtout composée de jeunes, est migratrice.

### Habitat
Cet oiseau peuple les forêts et les grands bois notamment de conifères avec de grandes clairières et des milieux ouverts voisins, biotopes dans lesquels il chasse préférentiellement. Son activité s'étend aux champs et prairies bordés de haies, aux marais et aux étangs aux berges boisées. Par contre, il évite les grands espaces découverts.
Dans certains pays, l'Autour des palombes s'est adapté au milieu urbain : Russie (en hiver près de Moscou dès la fin de la première moitié du XXe siècle), Pays-Bas (Amsterdam), Lettonie (Riga) et Allemagne (Cologne).

## Systématique

### Synonyme
L'espèce admet un taxon synonyme, Astur palumbarius Linné.

### Espèce-sœur
Le 15 avril 2023, l'Union internationale des ornithologues a décidé de séparer l'Autour des palombes en deux espèces distinctes. Accipiter gentilis pour les populations d'Eurasie (7 sous-espèces) et l'Autour d'Amérique (Accipiter atricapillus) pour les populations d'Amérique du Nord. Ces deux espèces étant très proches, elles sont des espèces-sœurs.

### Sous-espèces
D'après la classification de référence (version 14.1, 2024) de l'Union internationale des ornithologues, l'Autour des palombes possède 7 sous-espèces (ordre philogénique) :
- Accipiter gentilis buteoides (Menzbier, 1882) : de l'extrême nord-est de l'Europe au nord de l'Asie (ouest de la Sibérie notamment) ;
- Accipiter gentilis albidus (Menzbier, 1882) : nord-est de la Sibérie ;
- Accipiter gentilis. schvedowi (Menzbier, 1882) : du nord-est de l'Asie au nord de la Chine.
- Accipiter gentilis fujiyamae (Swann & Hartert, 1923) : Japon ;
- Accipiter gentilis gentilis (Linnaeus, 1758) : péninsule scandinave et l'Europe de l'Ouest ;
- Accipiter gentilis marginatus (Piller & Mitterpacher, 1783) : de l'Italie et des Balkans au Caucase et au nord de l'Iran ;
- Accipiter gentilis arrigonii (Kleinschmidt, 1903) : Corse et Sardaigne.

A. g. arrigonii est de taille plus petite que la sous-espèce type, avec l'aile et la queue plus foncées.
La sous-espèce Accipiter gentilis gallinarum est considérée comme synonyme de Accipiter gentilis gentilis.

## Statut et protection
Cet oiseau est peu commun, mais il est classé par l'UICN en LC (Préoccupation mineure).
L'Autour des palombes bénéficie d'une protection partielle sur le territoire français depuis l'arrêté ministériel du 17 avril 1981 relatif aux oiseaux protégés sur l'ensemble du territoire. Il est donc interdit de le détruire, le mutiler, le capturer ou l'enlever, de le perturber intentionnellement ou de le naturaliser, ainsi que de détruire ou enlever les œufs et les nids, et de détruire, altérer ou dégrader son milieu. Qu'il soit vivant ou mort, il est aussi interdit de le transporter, colporter, de l'utiliser, de le détenir, de le vendre ou de l'acheter.
Toutefois, le prélèvement exceptionnel d'un poussin au nid (désairage) peut être autorisé par le ministre de l'Écologie, après avis du Conseil National de la Protection de la Nature pour l'exercice de la chasse au vol (fauconnerie).
La sous-espèce Accipiter gentilis arrigonii a été inscrite à l'annexe I de la directive oiseaux ; elle est donc protégée par la commission européenne. Les raisons de cette protection sont le faible effectif (quelques dizaines de couples, une centaine au mieux), sa faible répartition géographique (une partie de la Corse et une partie de la Sardaigne), la dégradation de son habitat (due au surpâturage, aux incendies et à l'exploitation forestière), le braconnage et la contamination des oiseaux par les pesticides. Le déclin de la population de ces oiseaux en Corse est particulièrement préoccupant.

## Image historique
Ertuğrul, père d'Osman Ier le fondateur de l'Empire ottoman, signifie littéralement « homme-autour ».